# اره‌کوسه شش‌آبششی
اره‌کوسه شش‌آبششی (نام علمی: Pliotrema warreni) نام یک گونه از راسته اره‌کوسه‌سانان است.